# Schischkinski
Schischkinski (russisch Шишкинский) ist ein Dorf (chutor) in Südrussland. Es gehört zur Republik Adygeja und hat 43 Einwohner (Stand 2019). Im Ort gibt es 2 Straßen.

## Geographie
Das Dorf im Südosten des Giaginski Rajon, am linken Ufer des Flusses Fars, 2,5 km südlich des Dorfes Sergijewskoje, 34 km südöstlich des Dorfes Giaginskaja und 30 km nordöstlich der Stadt Maikop. Sergijewskoje, Kurski, Jekaterinowski und Michelsonowski sind die nächsten Siedlungen.